# Psaenythia interrupta
Psaenythia interrupta är en biart som beskrevs av Heinrich Friese 1908. Psaenythia interrupta ingår i släktet Psaenythia och familjen grävbin. Inga underarter finns listade i Catalogue of Life.